# مي عبد النبي
مي حسين عبد النبي (1955-) ممثلة مصرية. خريجة المعهد العالي للفنون المسرحية. وهي ابنة المؤلف والممثل (حسين عبد النبي)، بدأت التمثيل في النصف الثاني من السبعينيات وبرزت في بداياتها بمسلسل (لا يا ابنتي العزيزة) وأصبحت وجهًا مألوفًا في نهاية السبعينيات.
ابتعدت فترة عن التمثيل في بدايات الثمانينيات ثم عادت مرة أخرى للتمثيل في أواخر الثمانينيات بأدوار دينية في أغلبها استمرت حتى الألفية الجديدة، وإن كانت تظهر في الأعمال فقط بين حين وآخر منذ منتصف التسعينات.
كانت متزوجة لفترة 10 سنوات من اللاعب الدولي (مصطفى يونس) الكابتن الأسبق لمصر والنادي الاهلي قبل أن ينفصلا.

## الأعمال

### مسلسلات
| - أمير الشرق عثمان دقنة:2007-والدة عثمان دقنة - المرأة في الإسلام:2003 - حمزة وبناته الخمسة:2001 - نهار وليل:1999 - أوراق من المجهول:1998-دولت - الأبطال (ج2):1997-بولين - نوادر العرب:1996 - أيام المنيرة:1994 - الوعد الحق:1993-رقيقة بنت نوفل | - العودة الاخيرة:1993 - حكاية شفيقة ومتولي:1993-جميلة - شموع لا تنطفئ:1991 - الخطر:1991 - القضاء في الإسلام (ج3، 4، 7، 8):4 أعوام - أشواقي بلا حدود:1988 - قصر الشوق:1988-مريم - دوار يا زمن:1988 - بنات الأصول:1988 | - مكان في القلب:1988-سوسن كبيرة - برج الأكابر:1987-هدى علوي بركات - بين القصرين:1987-مريم - الفتوحات الاسلامية:1981-أرمانوسة - مليون في العسل:1981 - لا يا ابنتي العزيزة:1979-زينب - أيها الحب لا تهجرني:1978-غادة - هبة من الله - السهول البيض | - عباد الرحمن - أحلام ضائعة - شجرة الحواديت - فواكه الشعراء - عدالة الرشيد - علماء العرب - عفوًا أيتها الأم - مدرسة الصغار - الاختيار |

### سهرة تليفزيونية
| - في الهوا سوا:1998 - عودة السيد:1995-سكينة - الغرفة 619 - الاختيار المر - تحت المراقبة | - الاحتيال - بقايا الماضي - اتصال انفصال اتصال - فتش عن الرجل | أزهار من البيت القديم - الثأر الأبيض - ضمائر لا تموت - النور والنار - قاضي القضاة |

| - الجده حكايه:2005 - شطوره:1992-شطوره - العريس:1985 - راسب مع مرتبة الشرف:1978 - الأستاذ مزيكا:1978-نادية منظور - صباح الفل يا فل-كاميليا - جزيرة الحب والصحوبية - الجيل اللي جاي - هل تحبين حنفي-نرمين | - أين حقي:2010 - عائلة مرزوق أفندي:1959-أميمة - مشروع عمر - سلامات يا عمدة - شيء من الخطر - سور الأزبكية | - بكر وهندام:1996 - أبو البنات:1980-ليلى - مرفوض وقابل للتعديل - المغامرون الخمسة وآلة الزمن في المستقبل:2004-نوسة+ المراجعة الدرامية والإخراج الصوتي - المغامرون الخمسة و آلة الزمن:2003-نوسة+ مراجعة درامية - المغامرون الخمسة:2002-نوسة+ المعالجة الدرامية - المغامرون الخمسة والسفر الراسي عبر الزمن-المراجعة الدرامية - بيت العائلة:2015-ضيفة |